# Einar Landvik
Einar Aslaksen Landvik (* 25. März 1898 in Kviteseid; † 27. November 1993 in Tinn) war ein norwegischer Skisportler, der in der Nordischen Kombination sowie deren Teildisziplinen Skispringen und Skilanglauf aktiv war.

## Werdegang
Landvik gewann bei den Norwegischen Meisterschaften 1922 in Gjøvik die Silbermedaille in der Nordischen Kombination hinter Thorleif Haug.
Bei den Olympischen Winterspielen 1924 in Chamonix sprang Landvik von der Normalschanze auf den 5. Platz und erreichte diesen Platz ebenso im Skilanglauf über 18 km. Daraufhin erhielt er ein Jahr später die Holmenkollen-Medaille verliehen.
Bei der Nordischen Skiweltmeisterschaft 1926 in Lahti trat Landvik in der Nordischen Kombination an und gewann im Einzel die Bronzemedaille.